# Shane Smeltz
Shane Edward Smeltz (29 de septiembre de 1981; Göppingen) es un exfutbolista nacido en Alemania que posee la nacionalidad neozelandesa y australiana. Jugaba como delantero o mediapunta.
Internacionalmente representa a Nueva Zelanda, selección con la que ganó la Copa de las Naciones de la OFC 2008, en la que fue goleador; y con la que participó en las ediciones de la Copa FIFA Confederaciones de 2003 y 2009 y en la Copa Mundial de 2010, donde convirtió el gol con el que los All Whites igualaron ante Italia 1-1. A nivel de clubes, es el segundo máximo anotador en la historia de la A-League, primera división australiana desde 2005.
Fue condecorado como el futbolista del año de Oceanía en dos oportunidades y recibió la Medalla Johnny Warren, entregada al mejor jugador de la liga de Australia, en la temporada 2008-09, en la que fue premiado también como el máximo goleador, algo que repetiría en el campeonato 2009-10.

## Carrera
Debutó en 1999 jugando para el Gold Coast City. Ese mismo año pasó al Brisbane Strikers, en donde a pesar de jugar 25 partidos no logró convertir, por lo que regresó a Nueva Zelanda en 2001 para integrar el plantel del Napier City Rovers. Volvería a Australia en 2002 para formar parte del plantel del Adelaide City, aunque luego de una temporada, en 2003, firmó con el Adelaide United. Después de un corto paso por el North Eastern MetroStars partió rumbo a Inglaterra, donde tuvo pasos esporádicos por el Mansfield Town, el AFC Wimbledon y el Halifax Town AFC.
En 2007 firmó con el recién fundado Wellington Phoenix, representante neozelandés en la A-League australiana. Con el club wellingtoniano fue goleador en la temporada 2008/09, en la que recibió también el premio al mejor jugador de la liga. En 2009 fue transferido al Gold Coast United, en donde fue nuevamente máximo anotador del campeonato australiano en la edición 2009/10. Sus grandes actuaciones lo llevaron a ser adquirido por el Gençlerbirliği turco, aunque regresaría al Gold Coast United en 2011. Ese mismo año pasó al Perth Glory, con el que obtuvo el subcampeonato en la A-League 2011/12. En 2014 sería contratado por el Sydney, donde no tuvo mucha continuidad. Debido a esto, en 2016 firmó con el Kedah de la Superliga de Malasia, con el que ese mismo año ganaría el torneo de copa. A finales de ese mismo año, regresó al Wellington Phoenix. A falta de un partido para el final de la temporada 2016-17, Smeltz rescindió su contrato y firmó con el Pusamania Borneo de la Superliga de Indonesia. A principios de 2018 decidió retirarse.

### Clubes
| Club                          | País          | Año         |
| ----------------------------- | ------------- | ----------- |
| Gold Coast City               | Australia     | 1999        |
| Brisbane Strikers             | Australia     | 1999 - 2001 |
| Napier City Rovers            | Nueva Zelanda | 2001 - 2002 |
| Adelaide City                 | Australia     | 2002 - 2003 |
| Adelaide United Football Club | Australia     | 2003 - 2004 |
| North Eastern MetroStars      | Australia     | 2004        |
| Mansfield Town Football Club  | Inglaterra    | 2005        |
| AFC Wimbledon                 | Inglaterra    | 2005 - 2006 |
| Halifax Town AFC              | Inglaterra    | 2006 - 2007 |
| Wellington Phoenix            | Nueva Zelanda | 2007 - 2009 |
| Gold Coast United             | Australia     | 2009 - 2010 |
| Gençlerbirliği Spor Kulübü    | Turquía       | 2010 - 2011 |
| Gold Coast United             | Australia     | 2011        |
| Perth Glory Football Club     | Australia     | 2011 - 2014 |
| Sydney Football Club          | Australia     | 2014 - 2016 |
| Kedah Football Association    | Malasia       | 2016        |
| Wellington Phoenix            | Nueva Zelanda | 2016 - 2017 |
| Pusamania Borneo              | Indonesia     | 2017 - 2018 |

### Selección nacional
Jugó su primer encuentro con la selección neozelandesa el 8 de junio de 2003 en un amistoso ante los Estados Unidos que terminó con derrota para Nueva Zelanda por 2-1. Disputó la Copa FIFA Confederaciones 2003 y la Copa de las Naciones de la OFC 2004, en donde los Kiwis no lograron avanzar a la siguiente ronda. En 2008 se adjudicaría el torneo oceánico a falta de una fecha por jugar, en una victoria por 3-0 sobre Nueva Caledonia, en la que Smeltz marcó 2 goles. Fue condecorado como goleador de la competición. Participó en la edición 2009 de la Confederaciones, pero su mejor momento con la selección lo vivió el 21 de junio en el encuentro ante Italia por la Copa Mundial de Sudáfrica 2010, allí el delantero neozelandés anotó el gol que le permitió a Nueva Zelanda igualar con el elenco europeo, campeón del Mundo en 2006. Fue convocado para la Copa de las Naciones de la OFC 2012, donde los All Whites terminaron en tercer lugar, para los Juegos Olímpicos de Londres 2012 y para la Copa FIFA Confederaciones 2017.

#### Partidos y goles internacionales
| Partidos y goles internacionales | Partidos y goles internacionales | Partidos y goles internacionales        | Partidos y goles internacionales | Partidos y goles internacionales | Partidos y goles internacionales           | Partidos y goles internacionales |
| #                                | Fecha                            | Estadio                                 | Rival                            | Resultado                        | Competición                                | Gol(es)                          |
| -------------------------------- | -------------------------------- | --------------------------------------- | -------------------------------- | -------------------------------- | ------------------------------------------ | -------------------------------- |
| 2003                             |                                  |                                         |                                  |                                  |                                            |                                  |
| 1                                | 8 de junio                       | City Stadium, Richmond                  | Estados Unidos                   | 1 – 2                            | Amistoso                                   |                                  |
| 2                                | 20 de junio                      | Estadio Gerland, Lyon                   | Colombia                         | 1 – 3                            | Copa FIFA Confederaciones 2003             |                                  |
| 2004                             |                                  |                                         |                                  |                                  |                                            |                                  |
| 3                                | 29 de mayo                       | Hindmarsh Stadium, Adelaida             | Australia                        | 0 – 1                            | Copa de las Naciones de la OFC 2004        |                                  |
| 4                                | 2 de junio                       | Hindmarsh Stadium, Adelaida             | Vanuatu                          | 2 – 4                            | Copa de las Naciones de la OFC 2004        |                                  |
| 2005                             |                                  |                                         |                                  |                                  |                                            |                                  |
| 5                                | 9 de junio                       | Craven Cottage, Londres                 | Australia                        | 0 – 1                            | Amistoso                                   |                                  |
| 2006                             |                                  |                                         |                                  |                                  |                                            |                                  |
| 6                                | 19 de febrero                    | Queen Elizabeth II Park, Christchurch   | Malasia                          | 1 – 0                            | Amistoso                                   |                                  |
| 7                                | 23 de febrero                    | Estadio North Harbour, Auckland         | Malasia                          | 2 – 1                            | Amistoso                                   |                                  |
| 8                                | 25 de abril                      | Estadio El Teniente, Rancagua           | Chile                            | 1 – 4                            | Amistoso                                   | 1 (1)                            |
| 9                                | 27 de abril                      | Estadio Nacional de Chile, Santiago     | Chile                            | 0 – 1                            | Amistoso                                   |                                  |
| 2007                             |                                  |                                         |                                  |                                  |                                            |                                  |
| 10                               | 24 de marzo                      | Estadio Ricardo Saprissa Aymá, San José | Costa Rica                       | 0 – 4                            | Amistoso                                   |                                  |
| 11                               | 28 de marzo                      | Estadio José Romero, Maracaibo          | Venezuela                        | 0 – 5                            | Amistoso                                   |                                  |
| 12                               | 26 de mayo                       | Racecourse Ground, Wrexham              | Gales                            | 2 – 2                            | Amistoso                                   | 2 (3)                            |
| 13                               | 17 de octubre                    | Churchill Park, Lautoka                 | Fiyi                             | 2 – 0                            | Copa de las Naciones de la OFC 2008        | 1 (4)                            |
| 14                               | 17 de noviembre                  | Korman Stadium, Port Vila               | Vanuatu                          | 2 – 1                            | Copa de las Naciones de la OFC 2008        | 1 (5)                            |
| 15                               | 21 de noviembre                  | Westpac Stadium, Wellington             | Vanuatu                          | 4 – 1                            | Copa de las Naciones de la OFC 2008        | 2 (7)                            |
| 2008                             |                                  |                                         |                                  |                                  |                                            |                                  |
| 16                               | 6 de septiembre                  | Estadio Numa-Daly Magenta, Numea        | Nueva Caledonia                  | 3 – 1                            | Copa de las Naciones de la OFC 2008        | 2 (9)                            |
| 17                               | 10 de septiembre                 | Estadio North Harbour, Auckland         | Nueva Caledonia                  | 3 – 0                            | Copa de las Naciones de la OFC 2008        | 2 (11)                           |
| 2009                             |                                  |                                         |                                  |                                  |                                            |                                  |
| 18                               | 3 de junio                       | Estadio Suphachalasai, Bangkok          | Tailandia                        | 1 – 3                            | Amistoso                                   |                                  |
| 19                               | 3 de junio                       | National Stadium, Dar es-Salaam         | Tanzania                         | 1 – 2                            | Amistoso                                   | 1 (12)                           |
| 20                               | 10 de junio                      | Atteridgeville Super Stadium, Pretoria  | Italia                           | 3 – 4                            | Amistoso                                   | 1 (13)                           |
| 21                               | 14 de junio                      | Royal Bafokeng Stadium, Rustenburg      | España                           | 0 – 5                            | Copa FIFA Confederaciones 2009             |                                  |
| 22                               | 17 de junio                      | Royal Bafokeng Stadium, Rustenburg      | Sudáfrica                        | 0 – 2                            | Copa FIFA Confederaciones 2009             |                                  |
| 23                               | 20 de junio                      | Ellis Park Stadium, Johannesburgo       | Irak                             | 0 – 0                            | Copa FIFA Confederaciones 2009             |                                  |
| 24                               | 9 de septiembre                  | Estadio Rey Abdullah, Amán              | Jordania                         | 3 – 1                            | Amistoso                                   | 2 (15)                           |
| 25                               | 10 de octubre                    | Estadio Nacional de Baréin, Riffa       | Baréin                           | 0 – 0                            | Clasificación para la Copa Mundial de 2010 |                                  |
| 26                               | 14 de noviembre                  | Westpac Stadium, Wellington             | Baréin                           | 1 – 0                            | Clasificación para la Copa Mundial de 2010 |                                  |
| 2010                             |                                  |                                         |                                  |                                  |                                            |                                  |
| 27                               | 3 de marzo                       | Estadio Rose Bowl, Pasadena             | México                           | 0 – 2                            | Amistoso                                   |                                  |
| 28                               | 24 de mayo                       | Melbourne Cricket Ground, Melbourne     | Australia                        | 1 – 2                            | Amistoso                                   |                                  |
| 29                               | 29 de mayo                       | Hypo-Arena, Klagenfurt                  | Serbia                           | 1 – 0                            | Amistoso                                   | 1 (16)                           |
| 30                               | 4 de junio                       | Ljudski vrt, Maribor                    | Eslovenia                        | 1 – 3                            | Amistoso                                   |                                  |
| 31                               | 15 de junio                      | Royal Bafokeng Stadium, Rustenburg      | Eslovaquia                       | 1 – 1                            | Copa Mundial de Fútbol de 2010             |                                  |
| 32                               | 20 de junio                      | Mbombela Stadium, Nelspruit             | Italia                           | 1 – 1                            | Copa Mundial de Fútbol de 2010             | 1 (17)                           |
| 33                               | 24 de junio                      | Estadio Peter Mokaba, Polokwane         | Paraguay                         | 0 – 0                            | Copa Mundial de Fútbol de 2010             |                                  |
| 34                               | 9 de octubre                     | Estadio North Harbour, Auckland         | Honduras                         | 1 – 1                            | Amistoso                                   |                                  |
| 2011                             |                                  |                                         |                                  |                                  |                                            |                                  |
| 35                               | 25 de marzo                      | Estadio Wuhan Sports Center, Wuhan      | China                            | 1 – 1                            | Amistoso                                   |                                  |
| 36                               | 1 de junio                       | Invesco Field at Mile High, Denver      | México                           | 0 – 3                            | Amistoso                                   |                                  |
| 37                               | 5 de junio                       | Adelaide Oval, Adelaida                 | Australia                        | 0 – 3                            | Amistoso                                   |                                  |
| 2012                             |                                  |                                         |                                  |                                  |                                            |                                  |
| 38                               | 23 de mayo                       | BBVA Compass Stadium, Houston           | El Salvador                      | 2 – 2                            | Amistoso                                   |                                  |
| 39                               | 26 de mayo                       | Estadio Cotton Bowl, Dallas             | Honduras                         | 1 – 0                            | Amistoso                                   | 1 (18)                           |
| 40                               | 2 de junio                       | Estadio Lawson Tama, Honiara            | Fiyi                             | 1 – 0                            | Copa de las Naciones de la OFC 2012        |                                  |
| 41                               | 4 de junio                       | Estadio Lawson Tama, Honiara            | Papúa Nueva Guinea               | 2 – 1                            | Copa de las Naciones de la OFC 2012        | 1 (19)                           |
| 42                               | 8 de junio                       | Estadio Lawson Tama, Honiara            | Nueva Caledonia                  | 0 – 2                            | Copa de las Naciones de la OFC 2012        |                                  |
| 43                               | 10 de junio                      | Estadio Lawson Tama, Honiara            | Islas Salomón                    | 4 – 3                            | Copa de las Naciones de la OFC 2012        | 1 (20)                           |
| 44                               | 7 de septiembre                  | Estadio Numa-Daly Magenta, Numea        | Nueva Caledonia                  | 2 – 0                            | Clasificación para la Copa Mundial de 2014 | 1 (21)                           |
| 45                               | 11 de septiembre                 | Estadio North Harbour, Auckland         | Islas Salomón                    | 6 – 1                            | Clasificación para la Copa Mundial de 2014 | 1 (22)                           |
| 46                               | 16 de octubre                    | Estadio Pater Te Hono Nui, Papeete      | Tahití                           | 2 – 0                            | Clasificación para la Copa Mundial de 2014 | 1 (23)                           |
| 47                               | 16 de octubre                    | AMI Stadium, Christchurch               | Tahití                           | 3 – 0                            | Clasificación para la Copa Mundial de 2014 |                                  |
| 48                               | 14 de noviembre                  | Estadio Hongkou, Shanghái               | China                            | 1 – 1                            | Amistoso                                   |                                  |
| 2013                             |                                  |                                         |                                  |                                  |                                            |                                  |
| 49                               | 22 de marzo                      | Forsyth Barr Stadium, Dunedin           | Nueva Caledonia                  | 2 – 1                            | Clasificación para la Copa Mundial de 2014 |                                  |
| 50                               | 20 de noviembre                  | Westpac Stadium, Wellington             | México                           | 2 – 4                            | Clasificación para la Copa Mundial de 2014 |                                  |
| 2015                             |                                  |                                         |                                  |                                  |                                            |                                  |
| 51                               | 7 de septiembre                  | Estadio Thuwunna, Rangún                | Birmania                         | 1 – 1                            | Amistoso                                   | 1 (24)                           |
| 2017                             |                                  |                                         |                                  |                                  |                                            |                                  |
| 52                               | 25 de marzo                      | Churchill Park, Lautoka                 | Fiyi                             | 2 – 0                            | Clasificación para la Copa Mundial de 2018 |                                  |
| 53                               | 28 de marzo                      | Westpac Stadium, Wellington             | Fiyi                             | 2 – 0                            | Clasificación para la Copa Mundial de 2018 |                                  |
| 54                               | 2 de junio                       | Windsor Park, Belfast                   | Irlanda del Norte                | 0 – 1                            | Amistoso                                   |                                  |
| 55                               | 12 de junio                      | Estadio Traktar, Minsk                  | Bielorrusia                      | 0 – 1                            | Amistoso                                   |                                  |
| 56                               | 17 de junio                      | Zenit Arena, San Petersburgo            | Rusia                            | 0 – 2                            | Copa FIFA Confederaciones 2017             |                                  |
| 57                               | 25 de junio                      | Zenit Arena, San Petersburgo            | Portugal                         | 0 – 4                            | Copa FIFA Confederaciones 2017             |                                  |
| 58                               | 6 de octubre                     | Estadio Toyota, Nagoya                  | Japón                            | 1 – 2                            | Amistoso                                   |                                  |

## Palmarés
| Título               | Club               | País          | Año  |
| -------------------- | ------------------ | ------------- | ---- |
| Copa de las Naciones | Selección nacional | Nueva Zelanda | 2008 |
| Copa de Malasia      | Kedah              | Malasia       | 2016 |

### Distinciones individuales
| Distinción                                              | Año     |
| ------------------------------------------------------- | ------- |
| Futbolista del año de Oceanía                           | 2007    |
| Jugador del año (Asociación de Fútbol de Nueva Zelanda) | 2007    |
| Jugador del año de Sony (Wellington Phoenix)            | 2007/08 |
| Jugador del año de los miembros (Wellington Phoenix)    | 2007/08 |
| Jugador del año de los jugadores (Wellington Phoenix)   | 2007/08 |
| Jugador del año de la prensa (Wellington Phoenix)       | 2007/08 |
| Futbolista del año de Oceanía                           | 2008    |
| Medalla Johnny Warren                                   | 2008/09 |
| Máximo goleador de la A-League                          | 2008/09 |
| Jugador del año de los jugadores (Wellington Phoenix)   | 2008/09 |
| Jugador del año de la prensa (Wellington Phoenix)       | 2008/09 |
| Máximo goleador de la A-League                          | 2009/10 |